# Bruno Armando
Bruno Armando, de son vrai nom Bruno Cesare Armando (né à Milan le 17 décembre 1952 et mort dans la même ville le 8 mars 2020) est un acteur et traducteur italien.

## Biographie
Diplômé de l'Université Bocconi , Bruno Armando  n'a jamais complètement abandonné sa première passion, la traduction de la littérature américaine et anglaise contemporaine. Marié à l'actrice Sabina Vannucchi, il a également été actif à la télévision et au cinéma.
Il a été l'interprète avec Luca Zingaretti de la première version nationale du Marathon de New York, d'Edoardo Erba.
Il est devenu célèbre avec le rôle de Marco Altieri dans la série télévisée Giovanna, commissaire  (Distretto di Polizia. Pendant de nombreuses années, il a joué sur scène avec Gianmarco Tognazzi.
En 2009, il a joué avec Giampaolo Morelli dans la série télévisée Rai 2 L'ispettore Coliandro.
Bruno Armando est mort à Milan le 8 mars 2020 après une longue maladie.

## Filmographie partielle

### Cinéma
- 1986 : La vita di scorta de Piero Vida
- 1986 : Incidente di percorso de Donatello Alunni Pierucci
- 1989 : Francesco de Liliana Cavani
- 1993 : Caccia alle mosche de Angelo Longoni
- 1994 : Dietro la pianura de Gerardo Fontana et Paolo Girelli
- 1994 : Maratona di New York de Marina Spada
- 1995 : Cronaca di un amore violato de Giacomo Battiato
- 1997 : Mains fortes (Le mani forti) de Franco Bernini
- 1997 : Facciamo fiesta d' Angelo Longoni
- 1998 : Something to Believe In de John Hough
- 1999 : Libero Burro de Sergio Castellitto
- 2004 : Cecenia de Leonardo Giuliano
- 2008 : La canarina assassinata de Daniele Cascella
- 2011 : Che bella giornata de Gennaro Nunziante
- 2011 : Qualche nuvola de Saverio Di Biagio
- 2012 : Diaz : un crime d'État (Diaz - Don't Clean Up This Blood) de Daniele Vicari
- 2012 : Venuto al mondo de Sergio Castellitto.
- 2013 : Amiche da morire de  Giorgia Farina.
- 2014 : Anime nere de Francesco Munzi

### Télévision
- 1984 : Nata d'amore : mini-série TV, 1 épisode
- 1991 : Come una mamma : mini-série TV
- 1993 : La scalata : mini-série TV, 4 épisodes
- 1998 : Oscar per due : film TV
- 2000 : Lupo mannaro : film TV
- 2000 : Les Destins du cœur (Incantesimo) : série TV, 3 épisodes
- 2001 : Uno bianca : film TV
- 2001 : Angelo il custode - série TV, 1 épisode
- 2001 : Un sacré détective (Don Matteo) : série TV, 1 épisode
- 2003 : Doppio agguato : film TV
- 2002-2005 : Giovanna, commissaire ( Distretto di Polizia) : série TV, 6 épisodes
- 2008 : Il commissario De Luca : mini-série TV, 1 épisode
- 2009 : Un amore di strega : film TV
- 2009 : L'ispettore Coliandro : série TV, 1 épisode
- 2013 : Adriano Olivetti - La forza di un sogno : film TV
- 2015 : L'angelo di Sarajevo : film TV
- 2016 : Pietro Mennea - La freccia del Sud : film TV